# Isolation (The Backstage)
Isolation is het enige muziekalbum dat werd uitgegeven onder de artiestennaam The Backstage.

## Inleiding
The Backstage is dan ook geen band in de gangbare betekenis van het woord, maar een drietal musici uit de band rondom gitarist Steve Hackett. Deze waren begin 2020 op tournee door de Verenigde Staten toen de coronapandemie uitbrak en de band op stel en sprong naar huis moest. Omdat ook de andere band waarin de drie leden speelden om dezelfde redenen stil vielen, hadden ze ineens niets meer voorhanden. Drie leden vonden elkaar om apart van elkaar hun tijdens inspelen en uitproberen opgedane muziek verder uit te werken en tot een album te komen. Meegenomen was dat minstens twee van de drie (Reingold en Blundell) inmiddels ervaring hadden opgedaan met het los van elkaar opnemen, waarbij de musici zich soms ver uit elkaar bevonden. Opgenomen bestanden werden heen en weer gezonden tot een eindresultaat kon worden samengesteld. De titel verwijst naar gedwongen of vrijwillige isolatie dan wel quarantaine. In dezelfde periode werd Islands van The Flower Kings op dezelfde methode opgenomen; ook werkte hij aan nieuw materiaal voor Kaipa.
Toen de pandemie aan kracht verloor sloten de drie zich weer aan bij Hackett, opnieuw op tournee.

## Musici
De drie leden waren:
- Rob Townsend - saxofoons, toetsinstrumenten
- Jonas Reingold – basgitaar, gitaar, toetsinstrumenten
- Craig Blundell, drumstel en elektronische percussie

Zij werden per track bijgestaan door gastmusici waaronder hun “baas” Steve Hackett. Al die musici hadden in de ogen van Reingold net als hijzelf, niets te doen in die coronaperiode.

## Muziek
1. Some skunk blues (5:39); gastmusici James Taylor (clavinet, solina strings, moog); Krister Johnson gitaar; Mike Thorne
2. Swag (7:06); gastmusici: Andy Tillison (hammondorgel), Krister Johnson (gitaar)
3. Stones and pebbles (5:59); gastmusici ’Tom Brislin (toetsen), Randy McStine (gitaar)
4. Distancing (5:48);  gastmusici: Carl Orr (gitaar, speelde bij Billy Cobham en Sting):
5. 31 ways to lose your lover (3:31);
6. All the things you were (5:04); ; gastmusici Lalle Larsson (piano), Theo Travis (fluit), Pat Mastelotto (percussie), Nick Beggs (Chapman Stick)
7. Can I have your number? (6:52); Marco Minneman (extra drums), Luke Machin (gitaar);
8. Isolation (4:50); gastmusicus Adam Holzman, elektrische piano
9. Yuff Market (5:24); gastmusici: Roine Stolt (gitaar), Pat Mastelotto (drums)
10. Covid Nights (4:41); gastmusici: Roger King (toetsen), Lelo Nika (accordeon) en Steve Hackett (gitaar)

All the things you were is een verwijzing naar de jazzklassieker All the things you are; 31 ways naar 50 ways to leave your lover van Paul Simon.